# Aulosz
Az aulosz (görögül: αὐλός) ókori görög fúvós hangszer. A görögből fordított szövegekben gyakran fuvola néven szerepel, de valójában a nádnyelves hangszerek családjába tartozik. Hengeres furatú, hangképző nyílásokkal ellátott teste legtöbbször nádból, fából vagy csontból készült. A hangszert a számos ábrázolás tanúsága szerint szinte mindig párosával szólaltatták meg.
Az aulosz a görögök legfontosabb fúvós hangszere volt egész zenetörténetük során, kultúrájuk szinte minden szegmensében szerepet kapott, a vallási szertartásokhoz ugyanúgy hozzátartozott, mint a zenei versenyekhez, színházi előadásokhoz vagy a privát ünnepségekhez, lakomákhoz, temetésekhez.
A görögök ellentmondásos érzelmekkel viszonyultak az auloszhoz: idegen hangszernek tekintették, kevésbé görögnek, mint a lírát és a kitharát, ugyanakkor hangját legalább annyira kedvelték, mint azokét. Ez a kettősség az Apollón és Marszüasz zenei párviadaláról szóló mítoszban is feltűnik.

## Besorolása, neve
Ókori szövegek fordításaiban a görög aulosz szót régebben gyakran fuvolaként, illetve az adott nyelv ennek megfelelő szavát alkalmazva (flute, flûte, Flöte stb.) adták vissza. Ma már a tudósok egyetértenek abban, hogy az aulosz a nádnyelves hangszerek családjába tartozik, a mai fúvós hangszerek közül nem a fuvolával, hanem leginkább az oboával, a klarinéttel rokonítható. A ma általánosan használt hangszerekkel való összevetését bonyolítja, hogy bár sípszerkezetét tekintve valószínűleg legtöbbször az oboához hasonlóan kettős nádnyelvvel szólalt meg, csövének furata az oboa kúpos üregével ellentétben hengeres volt. Ez utóbbi tényező döntő a hangszer hangzásképe, használati módja szempontjából.
Az aulosz másik szokatlan sajátossága, hogy szinte mindig úgy használták, hogy a zenész egyszerre két sípot fújt. Maga az aulosz szó hangszernévként minden esetben a két sípra együtt vonatkozik annak ellenére, hogy nem többes számban használják: a két síp – bár fizikailag elkülönül – a zenész kezeiben egyetlen instrumentum. Napjainkban csak néhány népi hangszernél található meg ez a használati mód.
Az aulosz szó nemcsak nádnyelves kettős sípot jelölhet: általánosabb értelemben ’síp’, sőt ’cső’ jelentése is van, a hangszerek világában például a pánsíp csöveit, a víziorgona sípjait is így nevezték. Az ókorban létezett egy fúvós hangszer, amit a mai harántfuvolával azonos tartással szólaltattak meg, és amit ennek megfelelően görögül plagiosz aulosz, plagiaulosz néven neveztek. Ez pásztorhangszer volt, neve a görög irodalomban csak a hellenisztikus kortól kezdve bukkan fel. Feltételezések szerint ez ajaksípos hangszer volt; ha így van, a ’fuvola’ szóhasználat ez esetben kivételesen helyénvaló.

## Eredete
Az ókori görög zenekultúra a fúvós hangszereket – az ütőhangszerekkel együtt – bizonyos fokig idegennek tekintette, ezek hagyományosan Kübelé és Dionüszosz egzotikus kultuszaihoz kapcsolódtak. Ez tükröződik az aulosz eredetéről, feltalálásáról szóló legendákban is: míg a líra és a kithara Hermészhez, sőt Apollónhoz, a leginkább görögnek tekintett istenhez kötődik, a mítoszok az aulosz szülőföldjét a kis-ázsiai Phrügiába helyezik, Dionüszoszhoz, egy idegen származású istenséghez kapcsolják. A mitológiában az aulosz feltalálója a phrügiai Hüagnisz vagy a fia, Marszüasz volt. Marszüasz a hangszerével zenei párviadalra hívta ki Apollónt, de az istenség kitharajátékával legyőzte őt, majd élve megnyúzta. Végül Marszüasz fia vagy tanítványa, Olümposz hozta el görög földre az auloszt.

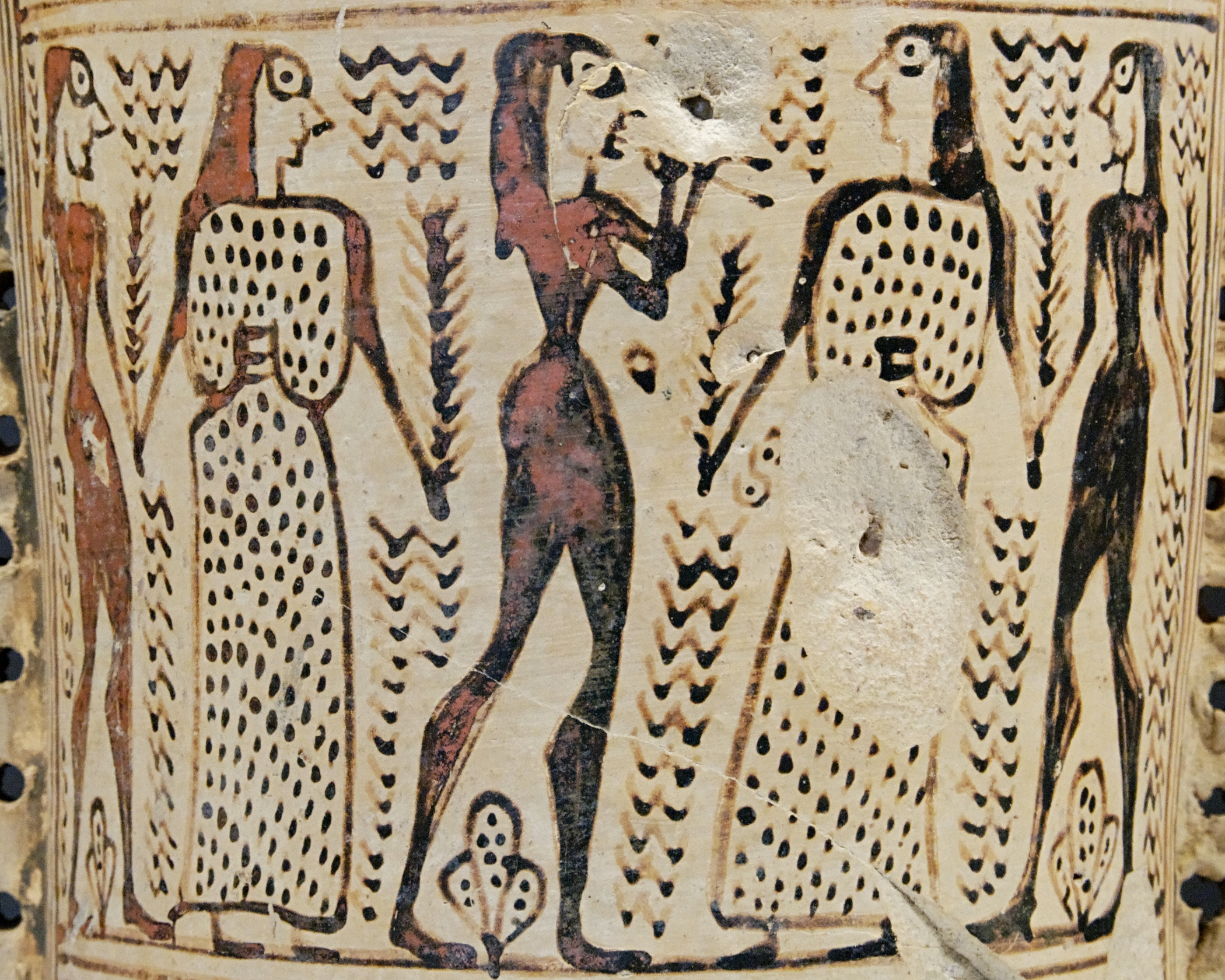
Aulosz ábrázolása a Kr. e. 7. század elején

Ahogy az idők során az aulosz a pusztán kultikus szerepből kinőve a görög zenekultúra általánosan kedvelt hangszere lett, az újabb legendák a feltalálását már Apollónnak és Athénénak kezdték tulajdonítani. Eszerint Athénét, mikor kipróbálta az auloszt, bosszantotta, hogy fúvása eltorzítja arcvonásait, ezért eldobta azt. A síppár Phrügiában ért földet, így a legenda visszakanyarodhatott eredeti változatához, Marszüasz szilénhez, aki rátalált a hangszerre.
Az aulosz az írott források közül elsőként az Iliaszban bukkan fel. Első említésekor hangja a trójaiak táborából hallatszik, ami a hangszernek a keleti népekkel való kapcsolatára utalhat. A továbbiakban a hangszer megjelenik az eposzbeli „Akhilleusz pajzsán” is. Az aulosznak a görög bronzkorban való jelenlétét más, megbízhatóbb források nem erősítik meg.
Az aulosz korai története, görög földre érkezésének mikéntje tudományosan nem tisztázott. Az ókori Közel-Keleten, Egyiptomban használtak nádnyelves kettős sípokat, de az Égei-tenger térségében viszonylag későn terjedt el, bronzkori ábrázolásai ritkák. A korai kükladikus kultúra egy márványszobrocskáján látható kettős sípot fújó emberalak, az Ajía Triáda régészeti lelőhelyen talált szarkofágon is látható aulosz-szerű hangszert megszólaltató figura. A mükénéi kultúrából viszont nem maradt fenn a hangszerre utaló ábrázolás, a görög szárazföldön az aulosz legkorábban a Kr. e. 7. század elején jelent meg.

## Felépítése
Más ókori hangszerekhez képest az auloszról viszonylag sok adat áll a mai kutatók rendelkezésére: a bőséges régészeti és ikonográfiai anyag mellett korabeli írott források is részletesen tárgyalják a hangszert. Ezekre támaszkodva, valamint arra, hogy a fúvós hangszerek aránylag egyszerű akusztikai törvényszerűségeken alapulnak, az aulosz eléggé jól rekonstruálható.
Egy aulosz-síp legtöbbször öt elkülöníthető részből áll: a nádnyelves fúvókából (glótta vagy zeügé), a két kidudorodó részből (holmosz és hüpholmion) és magából a hanglyukakkal (trüpémata) ellátott hangszertestből (bombüx), amely leggyakrabban két darabból van összecsapolva.

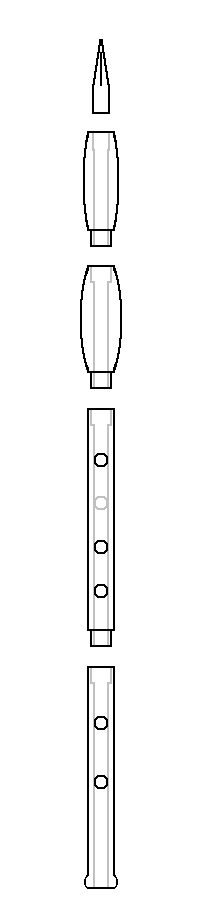
Egy aulosz-síp részei

### Fúvóka
Az aulosz a nádnyelves hangszerek családjába tartozik, vagyis nyelvsípként működő, egy vagy két rezgő nádnyelvből álló fúvóka segítségével szólal meg. Vitatott kérdés, hogy a mai oboához hasonlóan kettős, vagy a klarinéthoz hasonló egyszerű nádnyelvet használtak-e hangkeltő szerkezetnek. Ez a romlandó anyagból készült kis alkatrész régészeti leletekben nem maradt fenn, a részletes korabeli leírások hol az egyik, hol a másik típusra illenek. A vázafestményeken a fúvóka legtöbbször teljes egészében a zenész szájában van, nem látszik. Néhány ábrázoláson ahol látható, méretében, formájában leginkább a mai fagott nádfúvókájára hasonlít, tehát minden valószínűség szerint – legalábbis a klasszikus kortól – főleg kettős nádnyelves fúvókát használtak. Ugyanakkor szinte bizonyos, hogy az egyszerű nádnyelves fúvókát is ismerték, használták.
A nádnyelves fúvóka – görögül glótta vagy zeügé – a felső kidudorodó rész (holmosz) furatába illeszkedett. A hangszer legsérülékenyebb alkatrésze lévén kivehető volt, használaton kívül biztonságos tokban (glóttokomeion) tárolták.
Nagy jelentőséget tulajdonítottak annak, hogy az aulosz síppárjának nádfúvókái tökéletes összhangban legyenek egymással, mindkettőt a nádnak ugyanazon szekciójából, internódiumából készítették.

### Hangszertest
A nádnyelves fúvóka rendszerint egy kívül kihasasodó formájú rövid csődarabhoz (holmosz) csatlakoztatható, azt követi sorban egy másik, hasonló alakú alkatrész (hüpholmion). Ezek a részek a hangszertest többi részénél vaskosabbak, de furatuk azonos méretű. Szerepük nem tisztázott, lehet, hogy csak díszek, de valószínűbb, hogy a hangszer könnyebb egyensúlyban tartásában segítenek. Sorrendben a hanglyukakkal (trüpémata) ellátott tulajdonképpeni hangszertest, rezonátor (bombüx) következik, amely maga is több összecsapolt darabból állhat. A változatos külső forma ellenére az aulosz testének belső furata végig állandó keresztmetszetű, hengeres. Csak ritkán fordul elő, hogy a cső vége tölcsérszerűen kiszélesedik, illetve ilyen formájú toldalék csatlakozik hozzá.
A test hengeres furatának döntő hatása van a hangra és a használati módra. A nádnyelves fúvós hangszerek rezonátora akusztikailag úgy viselkedik, mint az egyik végükön (a fúvókánál) zárt csövek. Alaphangjuk egy oktávval mélyebb az azonos hosszúságú hengeres furatú ajaksípos (pl. fuvola) vagy a kúpos furatú nádnyelves hangszereknél (pl. oboa), hangképükben dominálnak a páratlan rendszámú részhangok, és kvintelők, vagyis átfúváskor ennek megfelelően nem az oktávhang, hanem a duodecima szólal meg.
Az aulosz-sípok változatos hosszúságúak, a viszonylag épségben fennmaradt példányok legtöbbje 40 cm körüli a holmosszal és a hüpholmionnal együtt, de mindegyik 33,5 cm és 60 cm közé esik. Ez megfelel a szobrok, vázafestmények ábrázolásainak, ezeken a hangszer legtöbbször kicsit hosszabb, mint a zenész alkarja a kinyújtott tenyérrel együtt, néha kissé rövidebb, egy-két esetben jóval hosszabb. Egy-egy aulosz-pár sípjait az ábrázolások túlnyomó többsége egyforma hosszúságúnak mutatja.
A 40 cm körüli csőhosszúságú hangszerek furatának átmérője 8–8,5 mm körül lehetett.

### Hanglyukak
A kora klasszikus kortól a Kr. e. 5. század közepéig az aulosznak jellemzően öt hangképző nyílása (trüpémata) volt, felül négy, alul egy hüvelyklyuk, néha kiegészítve egy hatodik hangolónyílással, amit ujjal nem fedtek be. A legfelső lyukat a mutatóujj fedi, majd sorrendben a hátsó hüvelyklyuk következik, utána a középső, a gyűrűs- és a kisujj hanglyukai. Játék közben a hüvelykujj tartja a hangszert, a hüvelyklyuk megnyitásakor a kisujjnak kell átvennie ezt a szerepet.

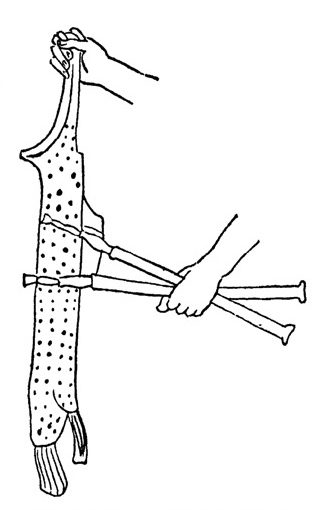
Aulosz és szübéné

Irodalmi adatok szerint az auloszon hagyományosan háromféle, dór, fríg és líd hangsorban játszottak, kezdetben e három skálához háromféle aulosz készült, melyeken a hanglyukak különbözőképpen voltak elrendezve. A Kr. e. 5. század közepe táján olyan szerkezeti újítás jelent meg, amivel egyazon hangszeren mindhárom hangsor elérhetővé vált. Ennek lényege valószínűleg az volt, hogy az egy kézzel lefogható öt hanglyuknál jóval több volt a hangszeren; a nyílásokat a hangszertest körül elfordítható, oldalukon kifúrt gyűrűk, egyszerű „szelepek” nyitották-zárták attól függően, hogy az adott hangra szükség volt-e az adott hangsorban, vagy sem. A későbbi korok ábrázolásain, régészeti leletein ezekhez a gyűrűkhöz a használatukat megkönnyítő kis fogantyúk is csatlakoznak.

### Hangszertok
Az auloszjátékos a hangszerét egy speciális, őz, szarvas vagy leopárd bőréből készült tokban tartotta. Ennek a neve szübéné, aulothéké vagy aulodoké. Ehhez egy kis dobozka, a glóttokomeion tartozott, amely a hangszer legkényesebb, legsérülékenyebb alkatrészét, a kivehető nádnyelves fúvókát tárolta. A vázafestményeken a szübéné és a glóttokomeion vagy a háttérben látható, vagy a zenész karjára, vállára van akasztva, miközben játszik.

## Készítése, anyaga

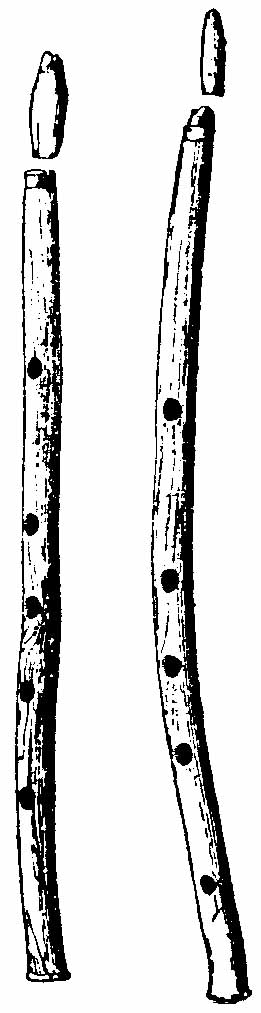
Aulosz sípok a British Museumban

Az aulosz teste, rezonátora sokféle anyagból készülhetett az üreges nádszáltól, favesszőtől kezdve a szaru- és csontanyagokon át az átfúrt tömör keményfákig, elefántcsontig.
Az aulosz testének legelterjedtebb anyaga a klasszikus korban egy nádféleség (talán Arundo donax) volt, ugyanaz az anyag, amit a sípszerkezet elkészítésére is használtak. A különbség, hogy a hangszertestnek szánt anyagot a nád fejlődésének későbbi stádiumában metszették le, amikor a belső átmérője elérte a 9–15 millimétert. A nád két csomója közötti távolság elegendő volt, hogy egy darabból készítsék el a síptesteket.
Gyakran használtak faanyagokat is, köztük egy bizonyos lótosz nevű fát, amit a tudósok déli ostorfaként (Celtis australis) azonosítanak. A fa Észak-Afrikában honos, így a fát és a belőle készült auloszt is gyakran „líbiainak” nevezték. A British Museumban őrzött sípok közül kettő szikomorfából (Ficus sycomorus) készült. Ez azt mutatja, hogy nemcsak eleve csöves, de tömör anyagokat is át tudtak fúrni sípkészítés céljára.
A csont a fás anyagoknál tartósabb, ugyanakkor nehezebben megmunkálható anyaga a sípkészítésnek. Kisebb állatok, juh, őz üreges sípcsontját gyakran használták az auloszhoz. A csontból készült, fúróval kitágított üregű csövecskék legfeljebb nagyjából 9 cm hosszúságúak lehettek, tehát egy sípszárat két-három darabból kellett összerakni. A részek összeillesztése a mai fafúvós hangszereknél megszokott módon, csapolással történt. Lehetséges, hogy az így összeállított hangszerek nem voltak szétszedhetők: az ábrázolások alapján úgy tűnik, az aulosz-tokokba, szübénékbe teljes hosszúságukban helyezték el a sípokat.
A csontsípokat a Kr. e. 5. század közepéig csak belül fúrták át tökéletesen hengeresre, külső felületüket nyersen, kidolgozatlanul hagyták. Később, az esztergálás technikájának fejlődésével a síptesteket sokszor kívül is hengerformájúra alakították, polírozták, gyakran vésetekkel is díszítették, esetleg vékony bronz vagy ezüst borítással látták el. Nemcsak üreges csontokból, de a keményebb, tömör elefántcsontból is készítettek auloszt. A csontból, elefántcsontból készült sípok – bár jóval kevesebb lehetett belőlük – régészeti leletekben nagyobb eséllyel maradtak fenn, mint a nádból, fából lévők.

## Változatai, hangterjedelme
Az aulosz korai, egyszerű változata még csak egyetlen – dór, líd vagy fríg – hangsorban tudott játszani, az öt ujjnak megfelelő öt hangképző nyílás egy oktávnyi, vagy inkább még kisebb hangterjedelmet foghatott át. A többlyukú, elforgatható gyűrűkkel felszerelt újabb hangszerváltozat teljes ambitusa másfél oktáv lehetett, de természetesen ebből egyszerre csak az öt ujjal lefogható hangokat lehetett használni, tehát ugyanannyit, mint az egyszerű aulosz esetében. Az átfúvás, vagyis a hangterjedelemnek a felső regiszter hangjaival való bővítése valószínűleg nem tartozott a hangszer szokásos játéktechnikájához.
A vázafestményeken ábrázolt auloszok méreteit, a hanglyukak feltételezett helyzetét az emberalakokkal összevetve a leggyakoribb alaphang kis f és g közé tehető.
Az írott források szerint az auloszt ötféle méretben használták:
1. Parthenikosz, azaz „lány” aulosz, a legkisebb, legmagasabb fekvésű.
2. Paidikosz, „fiú” aulosz; legmélyebb hangja f' vagy g', hossza 25–30 cm körüli lehetett.
3. Kitharisztériosz, vagyis „kitharához való” aulosz; nyilván az az aulosz-fajta, amit az ábrázolásokon a kitharával együtt lehet látni, feltehetőleg a hangterjedelme is ennek megfelelő volt. Alaphangja kis b, hossza 35 cm körüli lehetett.
4. Teleiosz,[41] „teljes” aulosz; a neve vagy arra utal, hogy a felnőtt férfi (teleiosz) hangfekvéséhez illik, vagy arra, hogy átfogja a görög zene kétoktávos rendszerét, a szüsztéma teleiont. A Pompeiiben talált auloszok minden bizonnyal ebbe a csoportba tartoznak, ezek közül a leghosszabb 54 cm-es, ennek alaphangja kis esz lehetett.
5. Hüperteleiosz, „több mint teljes” aulosz; ábrázolásokon ritkán látható, valószínű hossza 90 cm körüli, alaphangja nagy G.[42]

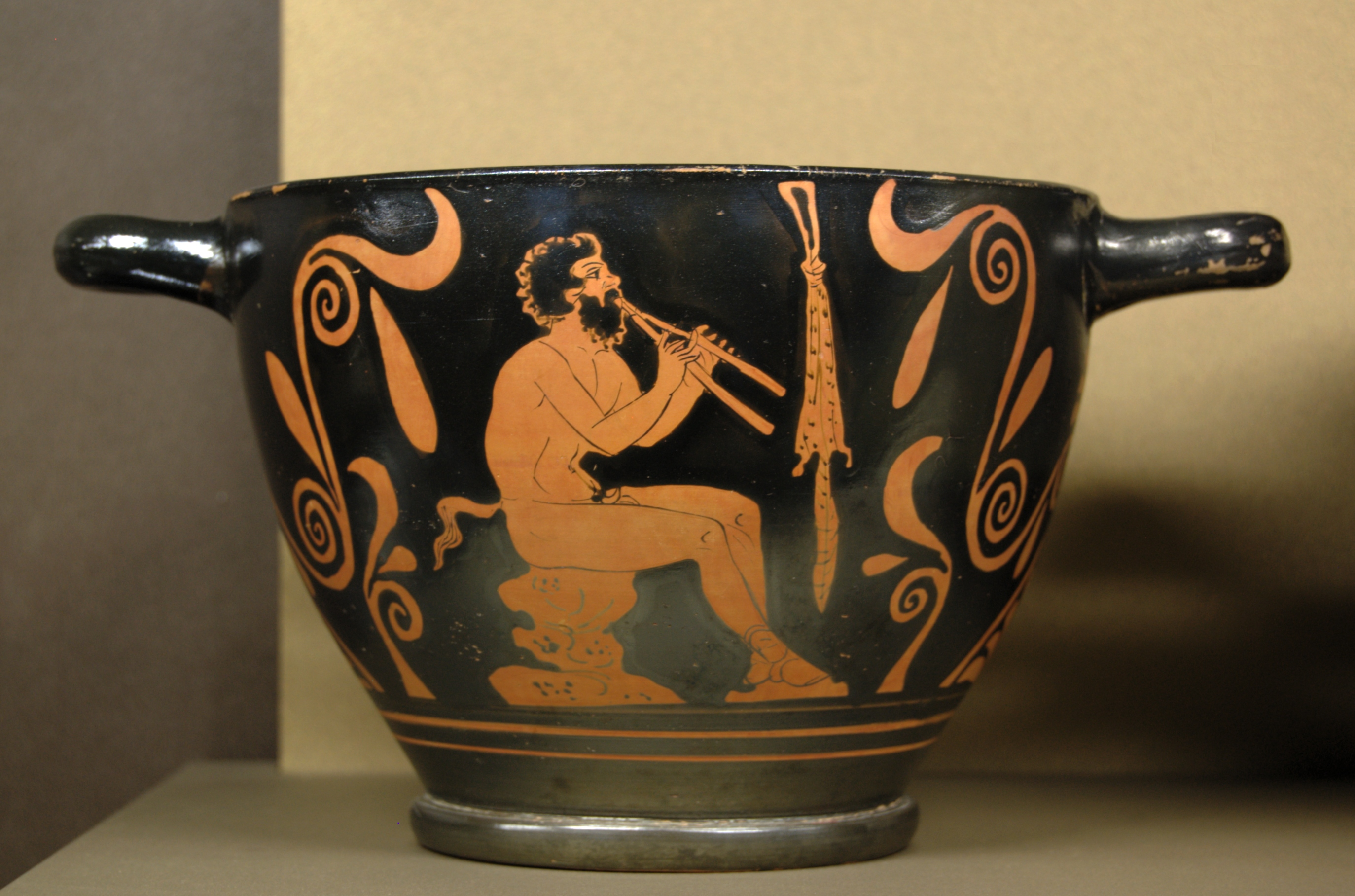
Szatír aulosszal egy vörös alakos szküphoszon

A legmagasabb, parthenikosz aulosz legfelső hangja és a legmélyebb, hüperteleiosz aulosz legalsó hangja között több, mint három oktávnyi távolság lehetett.
Görög szerzők ezeken kívül egyéb aulosz-féléket is említenek. Etnikai hovatartozása alapján megkülönböztetnek libüai, phrügiai, egyiptomi, thébai, szküthiai auloszt. A plagiaulosz valószínűleg egyetlen síp volt, melyet a mai harántfuvolához hasonlóan oldalsó helyzetben fújtak, de nem tisztázott, hogy fuvolaféle, vagy nádnyelves hangszer volt-e. A monaulosz az egyiptomiakhoz kapcsolódik, és nem biztos, hogy egyetlen sípból állt: a mon előtag az auloszt jelentő egyiptomi ma-it szó származéka is lehet.
A gingrasz kicsi, panaszos hangú föníciai eredetű aulosz, amit a kariaiak használtak. Az elümosz, vagy phrügiai aulosz bukszusfából készült kettős síp, a bal oldali sípon görbe tölcsérrel.

## Használata

### A megszólaltatás technikája
Az ábrázolásokon az auloszt a zenész, az aulétész szinte mindig álló helyzetben szólaltatja meg; ha ülve látható, akkor legtöbbször zenetanulást vagy próbát mutat be a jelenet. Két sípjának nádfúvókáit egyszerre fogja ajkai közé, egyik keze az egyik, a másik keze a másik sípszárat tartja úgy, hogy a kettő kisebb-nagyobb szöget zár be egymással. A hangszer csöve irányulhat felfelé, lefelé, állhat vízszintesen.
Egy forrás szerint eredetileg az auloszjáték technikája „megformálatlan”, „természetes” (aplasztosz) volt, később – a Kr. e. 5–4. század fordulója táján – áttértek egy másik, „megformált” játékmódra (plaszisz), amely a nádfúvókák némileg eltérő típusát igényelte. Ez a váltás magyarázható úgy, hogy korábban a zenészek – a középkori schalmeiek megszólaltatásához hasonlóan – az egész nádfúvókát szájukba véve játszottak, később pedig – a mai oboajáték technikájának megfelelően – megfeszített ajkaik közé szorították a nádnyelveket, ezzel a hangot árnyalni, „formálni” tudták.

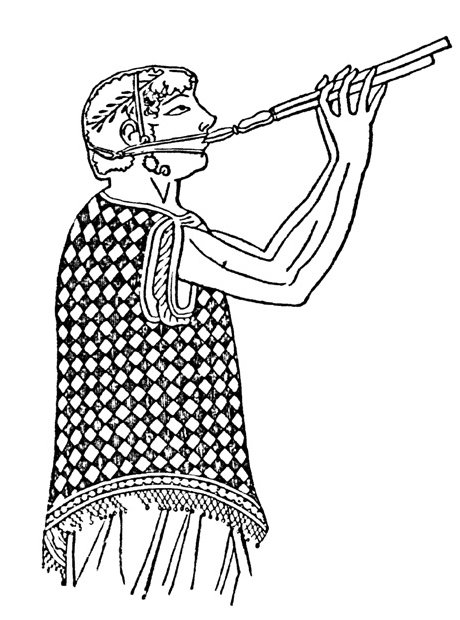
Aulosz megszólaltatása phorbeiával

A vázafestményeken a két sípszár által bezárt szög tág határok között mozog: az egyiken szinte párhuzamosan állnak, másutt majdhogynem derékszögben távolodnak el egymástól. Irodalmi források szerint a sípok egymáshoz viszonyított helyzetének – valójában a fúvókáknak az ajkak közötti elhelyezkedésének – változtatásával a hangmagasságot lehetett módosítani: a sípok félrehúzása kis mértékben feljebb emelte, középre helyezése kicsit mélyítette a hangot.

### A phorbeia
Sok ábrázoláson az auloszjátékos a hangszer megszólaltatásához egy sajátos, bőrből készült szájszorító pántot visel az arcán – ennek neve phorbeia. Legfontosabb része egy bőrszalag, ami viselőjének száját, arcát fogja körbe, ezen két lyuk van a száj előtti részen, ezekbe illeszkedik a két síp fúvókája. A szíj a tarkónál van megkötve, egy másik vékony szíj a fejtetőn áthaladva csatlakozok kétoldalt hozzá, hogy a pánt helyzetét rögzítse. A phorbeia viselője a képeken szinte mindig férfi, leginkább zenei versenyen, szabad téren fújja segítségével az auloszt.
A nádnyelves hangszerek – még inkább a kettős nádnyelvesek – megszólaltatása kevés, de nagy nyomású levegőt igényel. A vázaképeken sokszor látható, hogy az auloszon játszó zenész arca felfúvódik, ahogy a levegőt a hangszerébe préseli. A nagy hangerővel való szabad téri zenélés, az ilyen előadásra szánt keményebb nádfúvókák használata komoly erőpróbát jelenthetett az aulétésznek. A phorbeia segíthette a zenészt a szájüregében tárolt túlnyomás megtartásában, az ajaktónus megerősítésében, kissé tehermentesítve arcizmait.

### A két síp viszonya
Az aulosszal kapcsolatban a legkézenfekvőbb, ugyanakkor a tudomány által talán legkevésbé tisztázott kérdés az, hogy vajon mi célt szolgált a két különálló síp? A kettő egyszerre szólt-e, ha igen, akkor uniszónót játszottak, vagy éppen ellenpontozták egymást, esetleg a dallamot oktáv- vagy kvintpárhuzamban hozták?
Az erre vonatkozó hipotézisek közül a következők érdemelnek figyelmet:
1. Az egyik síp kitartott burdonhangot adott ki, míg a másik a dallamot játszotta. Ennek egy esete az artikulált burdon: eszerint az egyik síp hangkészlete magasabb hangokból állt mint a másiké, de bizonyos átfedés volt közöttük. Itt hol a bal síp játszotta a burdonszólamot, a jobb a dallamot, hol fordítva, a szerepek a dallamív magasságától függően cserélődtek.
2. Az egyik (mélyebb) síp a dallamot játszotta, a másik (magasabb) a kíséretet.
3. A két síp hangkészlete különböző volt és sosem szóltak egyszerre, hanem kiegészítették egymást.
4. A két síp oktávpárhuzamban szólt.
5. A két síp ugyanazt játszotta.

A klasszikus kor auloszjátékára vonatkozó irodalmi források semmilyen explicit választ nem adnak a kérdésre, a fennmaradt hangszerpéldányok között pedig nincsenek olyanok, melyek teljesen biztosan párt alkotnak, amiből következtetni lehetne együttes használatuk módjára. Elsősorban a nagyszámú képi ábrázolás vizsgálata illetve az összehasonlító zenetudomány igazíthat el valamelyest e kérdésben.
A görög vázafestmények a Kr. e. 6. század közepétől kezdve nagyjából kétszáz éven át nagyon egyöntetűen ábrázolják az auloszt. A sípok szinte mindig egyenlő hosszúak, a játékos kezei pedig ritka kivételtől eltekintve mindig azonos helyzetben láthatók, azonos fogást alkalmaznak. Ebből az szűrhető le, hogy – az archaikus, majd klasszikus korban legalábbis – a görög aulosz két sípja legtöbbször azonos dallamot, uniszónót játszhatott. Ennek zenei haszna a hangzás gazdagságában, a két hang összesúrlódásában, lebegésében rejlő kifejező erő lehetett.

## Hangzása, hatása, megítélése
Az aulosznak intenzív, átható hangja kellett hogy legyen: egymagában ötventagú kórus hangszeres kíséretére is használták. Csöveinek hengeres furata révén hangfekvése viszonylag mély volt, a síptest méretei alapján legtöbbször nem sokkal a klarinét alsó, chalumeau regiszterének fekvése fölött szólt. Hangzását a kettős nádnyelves fúvóka, a szűk furat és a két síp hangjának keveredése különösen színessé, felhangdússá tehette. Arisztophanész Kr. e. 5–4. századi vígjátékíró a mümü mümü hangutánzó szavakkal festi le, a darazsak zúgásához hasonlítja hangját. Pollux Kr. u. 2. századi író többek között a következő jelzőket sorolja fel az aulosz hangjára: erős, csengő hangú (ligürosz), panaszos, elbűvölő, gyászos.
SZÓKRATÉSZ: Ugye énekeinkhez és dallamainkhoz nem kellenek sokhúrú hangszerek és pánharmónia?
GLAUKÓN: Azt hiszem, nem.
SZÓKRATÉSZ: Hárfákat, pengetőket és mindenféle sokösszhangú hangszereket készítő mestereket mi nem táplálunk.
GLAUKÓN: Nem hiszem.
SZÓKRATÉSZ: Nos? Fuvolakészítőket és fuvolásokat befogadsz-e államunkba? Vajon az nem a legtöbb húrú hangszer és nem éppen előképe a pánharmóniának?
GLAUKÓN: Világos.
SZÓKRATÉSZ: Megmarad neked a líra és a kithara, lévén hasznosak államunkban; és a mezőn a pásztoroknál a szirinx.
Platón: Állam, III. (fordította Jánosy István)
A görögök érzelmeire az aulosz hangjának erős, felkavaró hatása lehetett. Platón szerint Olümposz régi auloszdallamai, még ha rosszul adják őket elő, isteni mivoltuknál fogva akkor is képesek a hallgatót megbabonázni, révületbe hozni. Arisztotelész az aulosz hangját izgatónak (orgiasztikosz) nevezi, zeneoktatásban nem javasolja a használatát, szerepét a megtisztulásban (katharszisz) látja. A fúvós hangszer használata közben a beszéd lehetetlenné válik, ami szintén az oktatásban való alkalmazása ellen szól – teszi még hozzá.
Platón Állam című dialógusában az auloszt nem hangszíne miatt mellőzné az „őrök rendjéhez” tartozók zenei oktatásából, hanem különös módon „sokhúrú” (polükhordosz) jellege miatt, sőt, az összes hangszer közül az auloszt tartja a leginkább „sokhúrúnak”. Az aulosznak itt nyilván arról a fejlett típusáról van szó, melynek kibővített hangkészlete a sok húrral felszerelt hárfákhoz hasonlóan lehetővé tette a több hangnemben, több harmóniában való játékot is. A görög zenei gondolkodásban a különböző hangsortípusok mindegyikének külön éthosza van, az ezek közötti könnyű átmenetet, csapongást károsnak ítélte Platón. Kései dialógusában, a Törvényekben viszont nyoma sincs az aulosszal kapcsolatos ellenérzésének, sőt, egy helyen az auloszversenyek döntőbíróinak kijelöléséről értekezik.
A vázafestmények aulosz-ábrázolásait nézve úgy tűnik, a klasszikus kor zeneoktatásában – Platón intelmeinek ellentmondva – a hangszernek helye volt, a teknőchátú líra mellett az aulosz is gyakori ilyen jelenetekben. Az Arisztotelész által „izgató” hangúnak minősített hangszer nemegyszer illedelmes, visszafogott, ünnepélyes szerepkörben látható: áldozat bemutatásakor szólal meg, tisztes polgárasszonyok otthonukban játszanak rajta, házasságkötéskor Erósz fújja, múzsákkal, Apollónnal kapcsolatos képeken tűnik fel. De valóban, az ábrázolások túlnyomó része éppen ellenkező oldalát mutatja a hangszernek: Dionüszosz birodalmában táncoló szatírok, a halandók világában könnyű vérű „fuvoláslányok” kezében látható, a mámor, az erotika képi megjelenítését szolgálja.

## Kulturális szerepe
Az auloszt a görögök soha nem tekintették annyira sajátjuknak mint a lírát vagy a kitharát, ennek ellenére legalább ugyanolyan mélyen áthatotta mindennapjaikat, vallási és művészeti életüket; használatakor hangjának hol emelkedett, ünnepélyes hatása, hol pedig érzékeket csiklandozó jellege került előtérbe. Megszólalásának legjellemzőbb színterei a vallási szertartások, zenei versenyek, drámai előadások, házassági ceremóniák, lakomák, temetések voltak, ahol önmagában, szóló- vagy kórusének kíséretére, hangszeres együttesben, például ütőhangszerekkel vagy kitharával együtt is használták.

### Vallás
A vallási szertartásokban az áldozatot kísérő vagy helyettesítő italáldozatot (szpondé) az aulosz hangjai szentelték meg. A szentélyekben elhangzó liturgikus himnuszokat a klasszikus korban auloszok kísérték, és használata egyre jobban terjedt olyan rituális eseményeken is, ahol az ének kísérőjeként eredetileg csakis a líra működhetett közre. Legfontosabb szerepét két „egzotikus” vallásban töltötte be: ezek egyike Dionüszosz kultusza, ahol eksztatikus misztériumokban, felvonulásokon, áldozatokkor szólt az aulosz; a másik Kübelé és Attisz orgiasztikus kultusza, ahol ütőhangszerekkel együtt frenetikus táncok izgató kísérőzenéjét szolgáltatta.

### Játékok
A nagy hellén ünnepek alkalmából rendezett játékokon (agón), zenei versenyeken  az aulosz kétféle minőségben, kísérő- és szólóhangszerként is részt vett.
Az Apollón tiszteletére rendezett püthói játékokon az aulosz szólót Kr. e. 586-ban vezették be, attól kezdve a delphoi versenyek elmaradhatatlan száma lett. Ennek példájára a Kr. e. 6. században a Panathénaia fesztivál műsorába is felvették, majd egyre több agón szereplője lett. A műfaj híressége volt az argoszi Szakadasz és a kolophóni Polümnésztosz.
Az aulódia, aulosz és ének duója ugyanabban az évben lett része a püthói játékoknak, mint az aulosz szóló. Első és utolsó díjazottja az árkádiai Ekhembrotosz elégiaköltő volt. Kr. e. 578-ban a számot törölték a műsorból, mert az előadásokat túlságosan gyászos hangulatúnak, Apollónhoz nem illőnek találták. A Panathénaia játékok műsorán az aulódia ennek ellenére továbbra is szerepelt. Az athéni aulódia versenyeken az énekes és az auloszjátékos együtt állt fel a pódiumra, de az énekes volt a tulajdonképpeni versenyző, ő kapta a díjat, hangszeres kísérője a háttérben maradt.

### Dithürambosz, dráma
Az aulosz az agónokon két olyan műfajban is szerepet kapott, amelyek legalábbis eredetükben Dionüszosz kultuszához kapcsolódtak: ezek a dithürambosz és a dráma.
A dithürambosz Dionüszosz tiszteletére írt himnusz volt, melyet éneklő-táncoló fiú- vagy férfikórus adott elő az istenség kedvenc hangszere, az aulosz hangjai mellett. Athénben a Kr. e. 6. század során nagy jelentőségre tett szert, a Dionüszia és a Panathénaia ünnep versenyein is megszólalt. Az előadásokon a kükliosz aulétész, a dithürambosz kört formázó kórusát kísérő auloszjátékos kezdetben csak a költő-karvezető alkalmazottja volt, díjazásáról is ő gondoskodott, de presztízse egyre nőtt, idővel a költővel azonos rangra emelkedett, később a várostól kapta fizetését.

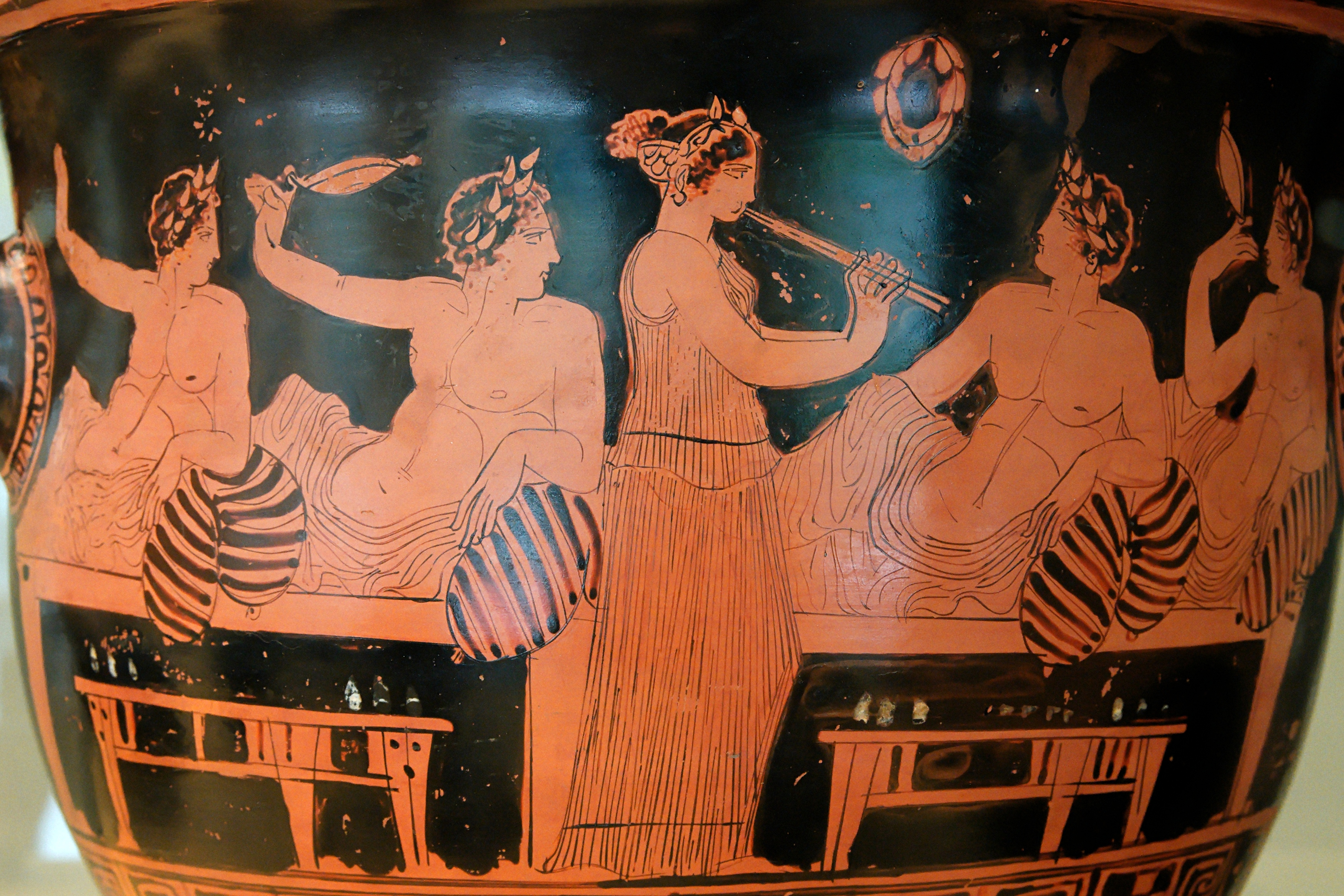
Aulétrisz egy lakomán

Az antik tragédia és komédia is a dionüszoszi kultuszból fejlődött ki, a legfőbb kísérőhangszer ezekben is az aulosz. A drámák auloszjátékosa soha nem vált a produkció olyan fontos szereplőjévé, mint a dithüramboszt kísérő kollégája.

### Lakomák
A lakomák, szümposzionok világába eredetileg egy vallási elem, az italáldozat révén került a vele elválaszthatatlanul összekapcsolódó aulosz-zene. Az idők során az aulosz az asztali muzsika kedvelt hangszere, a lakomát követő kómosz zabolátlan felvonulásainak elmaradhatatlan kísérője lett.
A professzionális síposok kezdetben férfiak voltak, de a Kr. e. 5. század közepétől kezdve egyre gyakoribbak a hivatásos női auloszjátékosok. A „fuvoláslány”, az aulétrisz a versenyeken nem indulhatott, ritkán kapott szerepet vallási szertartásokon, de a lakomákon való közreműködése során népszerűsége megelőzte a férfi muzsikusokét. Szerepe valójában nem csak a zene szolgáltatása volt, a kizárólag felnőtt férfiakból álló vendégsereg sokféle kívánságát kellett kielégítenie. A Kr. e. 4. századtól kezdve az irodalomban a női auloszost jelentő aulétrisz szó a női hárfást jelölő pszaltria, szambükisztria szavakhoz hasonlóan kurtizánt is jelent.